# ميستي باس
ميستي باس (بالإنجليزية: Mistie Bass)‏ مواليد 2 ديسمبر 1983 في جينسفيل، هي لاعبة كرة سلة أمريكية. بدأت مسيرتها الاحترافية في سنة 2006. تم اختيارها من قبل فريق هيوستن كومتز خلال الدرافت. تلعب في دوري الاتحاد الوطني لكرة السلة النسائية. فازت بلقب دوري المحترفات.

## المسيرة الاحترافية
لعبت مع هيوستن كومتز من سنة 2006 إلى 2008، ثم لعبت مع شيكاغو سكاي في موسم 2009–2010، ثم لعبت مع كونيتيكت صن في موسم 2012–2013، ثم لعبت مع فينيكس ميركوري من سنة 2014 إلى 2016.

## روابط خارجية
- ميستي باس على موقع الاتحاد الوطني لكرة السلة النسائية (الإنجليزية)
- ميستي باس على موقع كرة السلة الأوروبية.كوم (الإنجليزية)
- ميستي باس على موقع كلية كرة السلة في سبورتس رفرنس.كوم (الإنجليزية)
- ميستي باس على موقع بروبوليرز (الإنجليزية)
- ميستي باس على موقع سبورتس رفرنس (الإنجليزية)